# (3321) Dasha
(3321) Dasha – planetoida z grupy pasa głównego asteroid okrążająca Słońce w ciągu 4 lat i 26 dni w średniej odległości 2,55 j.a. Została odkryta 3 października 1975 roku Krymskim Obserwatorium Astrofizycznym w Naucznym na Krymie przez Ludmiłę Czernych. Nazwa planetoidy pochodzi od Darji Ławrentjewny Michajłowej (znanej jako Dasza Sewastopolskaja), rosyjskiej siostry miłosierdzia. Przed nadaniem nazwy planetoida nosiła oznaczenie tymczasowe (3321) 1975 TZ2.